# James T. Goodrich
James Tait Goodrich (* 16. April 1946 in Oregon; † 30. März 2020 in New York City) war ein US-amerikanischer Hirnchirurg.

## Leben
James T. Goodrich stammte aus Oregon. Er diente bei den Marines im Vietnamkrieg. Goodrich studierte zunächst an der University of California, Irvine und dann an der Columbia University, wo er zunächst einen Master- und einen Doktortitel in Philosophie und dann in Medizin erlangte. Die Praxisstationen seiner medizinischen Ausbildung legte er in New York zurück.
Er war dreißig Jahre am Montefiore Medical Center in der Bronx. Er leitete dort die Abteilung für Kinder-Neurochirurgie. Goodrich unterrichtete außerdem als Professor am Albert Einstein College of Medicine in New York. Er erlangte auch außerhalb seines Faches Bekanntheit durch die Trennung der siamesischen Zwillinge Carl und Clarence Aguirre 2004 und Jadon und Anias McDonald 2016.
Am 30. März 2020 starb James T. Goodrich im Alter von 73 Jahren an den Folgen einer SARS-CoV-2-Infektion.